# 宜瓦尔州
宜瓦尔州（State of Ngiwal）是帕劳的16个州之一，位于巴伯尔道布岛东岸。它有人口223（2005年人口普查），面积26平方千米。行政中心是Ngerkeai。 